# WoPeD
WoPeD (Workflow Petri Net Designer) o Diseñador de Flujo de Control de Redes de Petri (en español) es un programa de código abierto desarrollado bajo la licencia LGPL, cuya principal idea es proveer una herramienta de modelado sencilla de usar para simular y analizar el flujo de control de procesos y descripción de recursos utilizando redes de control de flujo, una extensión de las Redes de Petri introducida por Wil van der Aalst (TU Eindhoven). 
WoPeD está creado para ser usado por investigadores, docentes o estudiantes que se encuentran trabajando con la aplicación de las redes de Petri en el área de control de flujo o gestión de procesos de negocios.